# Brontornithinae
De Brontornithinae zijn een onderfamilie van de uitgestorven familie der schrikvogels (Phorusrhacidae). Deze onderfamilie omvat de geslachten met de grotere, robuustere soorten schrikvogels, waaronder Brontornis, met de 500 kg zware en bijna drie meter hoge Brontornis burmeisteri.

## Geschiedenis
De onderfamilie werd oorspronkelijk benoemd als familie Brontornithidae door Moreno & Mercerat in 1891. Brodkorb veranderde in 1967 in zijn werk "Catalogue of fossil birds, Part III" de status van familie in onderfamilie (die toen nog enkel uit Brontornis en Physornis bestond) en plaatste die in de familie Phorusrhacidae. Deze statusverandering werd in 2003 bevestigd door Alvarenga en Höfling in hun systematische revisie van de schrikvogels, en werd gevolgd door Bertelli et al. in 2007.

## Kenmerken

schematische weergave van het skelet van Paraphysornis

De Brontornithinae omvat de grootste schrikvogels, alle hoger dan twee meter, zwaar en robuust. De tarsometatarsus is in vergelijking met die van andere schrikvogels kort, breed en dorso-plantair afgeplat. De symphysis mandibulae is in verhouding korter, breder en hoger dan bij de andere Phorusrhacidae.
De loopsnelheid wordt bij vogels bepaald door de verhouding tussen twee beenbotten, de tibiotarsus en de tarsometatarsus. Hoe groter de verhouding, hoe groter de loopsnelheid. Deze verhouding bedraagt bij de Brontornithidae tussen de 50 en de 60 procent. Het waren dus trage vogels die vooral wandelden en niet renden.

### Voeding
Op basis van deze trage loopsnelheid heeft men voorgesteld dat de leden van de Brontornithidae voornamelijk dode of stervende dieren aten. Verder bewijs hiervoor is dat een exemplaar van Paraphysornis gevonden is op een plaats waar vroeger een meer lag. In dit meer kwamen tijdens droogteperiodes grote vissterftes voor. Dit lokte aaseters aan, zoals wordt aangetoond door de vondst van een gier in de buurt. Het is mogelijk dat het dier naar het meer kwam om dode vis te eten, maar verzonk in de modder en stierf.

## Geslachten
In de onderfamilie worden tegenwoordig de volgende drie geslachten geplaatst:
- Brontornis Moreno & Mercerat, 1891
- Physornis Ameghino, 1895
- Paraphysornis Alvarenga, 1993